# NGC 1755
NGC 1755 (również ESO 56-SC28) – gromada otwarta, znajdująca się w gwiazdozbiorze Złotej Ryby, w Wielkim Obłoku Magellana. Odkrył ją James Dunlop 3 października 1826 roku.